# Église Saint-Étienne d'Orla
Pour les articles homonymes, voir église Saint-Étienne.
L'église Saint-Étienne d'Orla est une église romane située à Perpignan, dans le département français des Pyrénées-Orientales.

## Situation
L'église Saint-Étienne d'Orla est située à Perpignan avenue Julien Panchot près du rond-point de Hambourg.

## Histoire

### Les Templiers et les Hospitalirs
Orla est une ancienne seigneurie qui a appartenu à l'ordre du Temple. Elle fut acquise en totalité par les templiers du Mas Deu en 1271 mais ces derniers sont déjà présents au siècle précédent avec l'achat du mas d'Arnau en 1190. On trouve un commandeur templier de la maison du temple d'Orla (domus Templi de Orulo) à partir de 1264. Orla devient ensuite une commanderie principale de l'ordre de Saint-Jean de Jérusalem (1324) qui perdura jusqu'en 1792. Elle avait pour membre les maisons de Bompas et Collioure.
L'église est en mauvais état, entourée de constructions récentes. Le site archéologique est inscrit partiellement au titre des monuments historiques le 10 décembre 2021 .

## Architecture

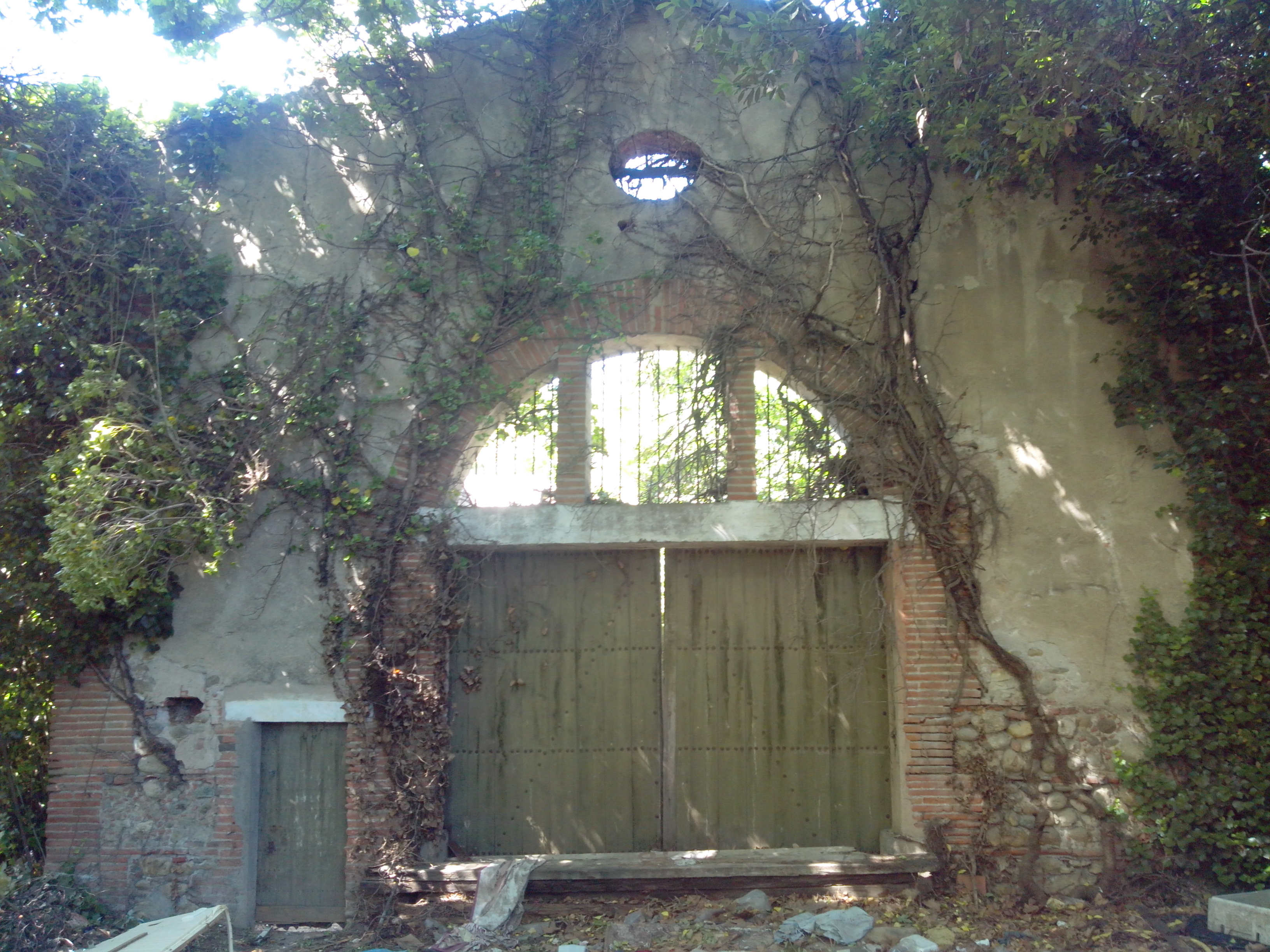
La cour d'entrée
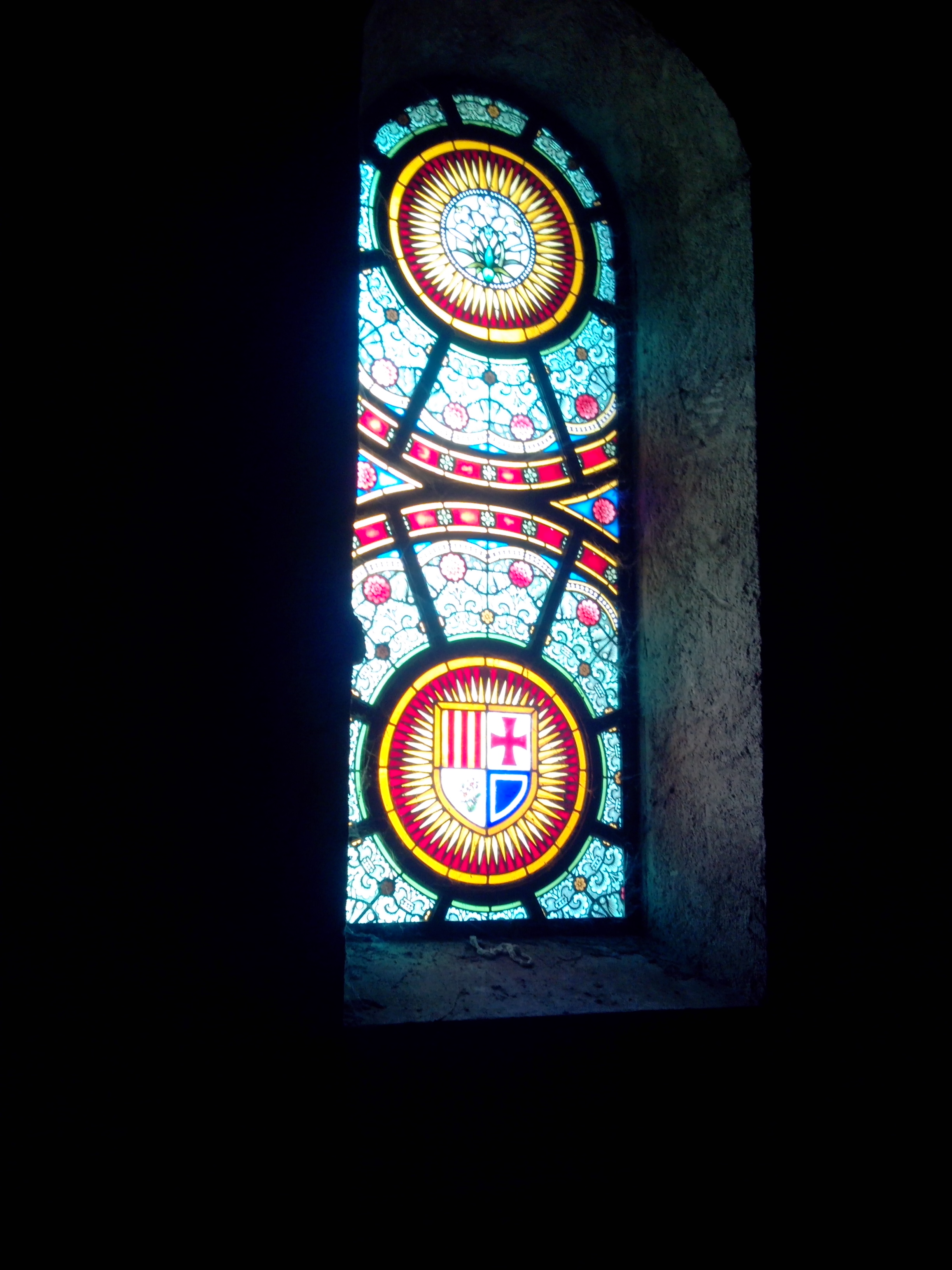
Un vitrail
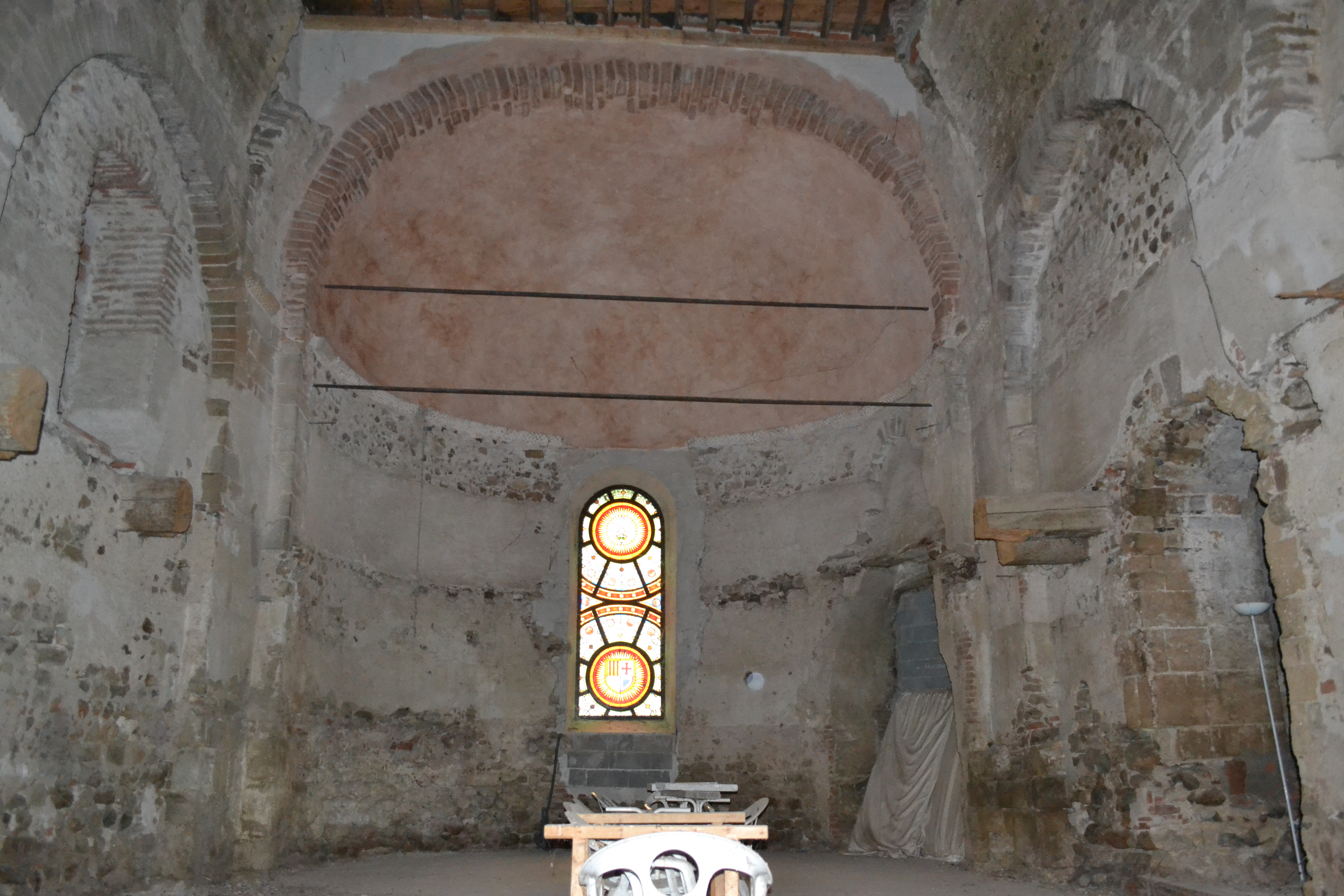
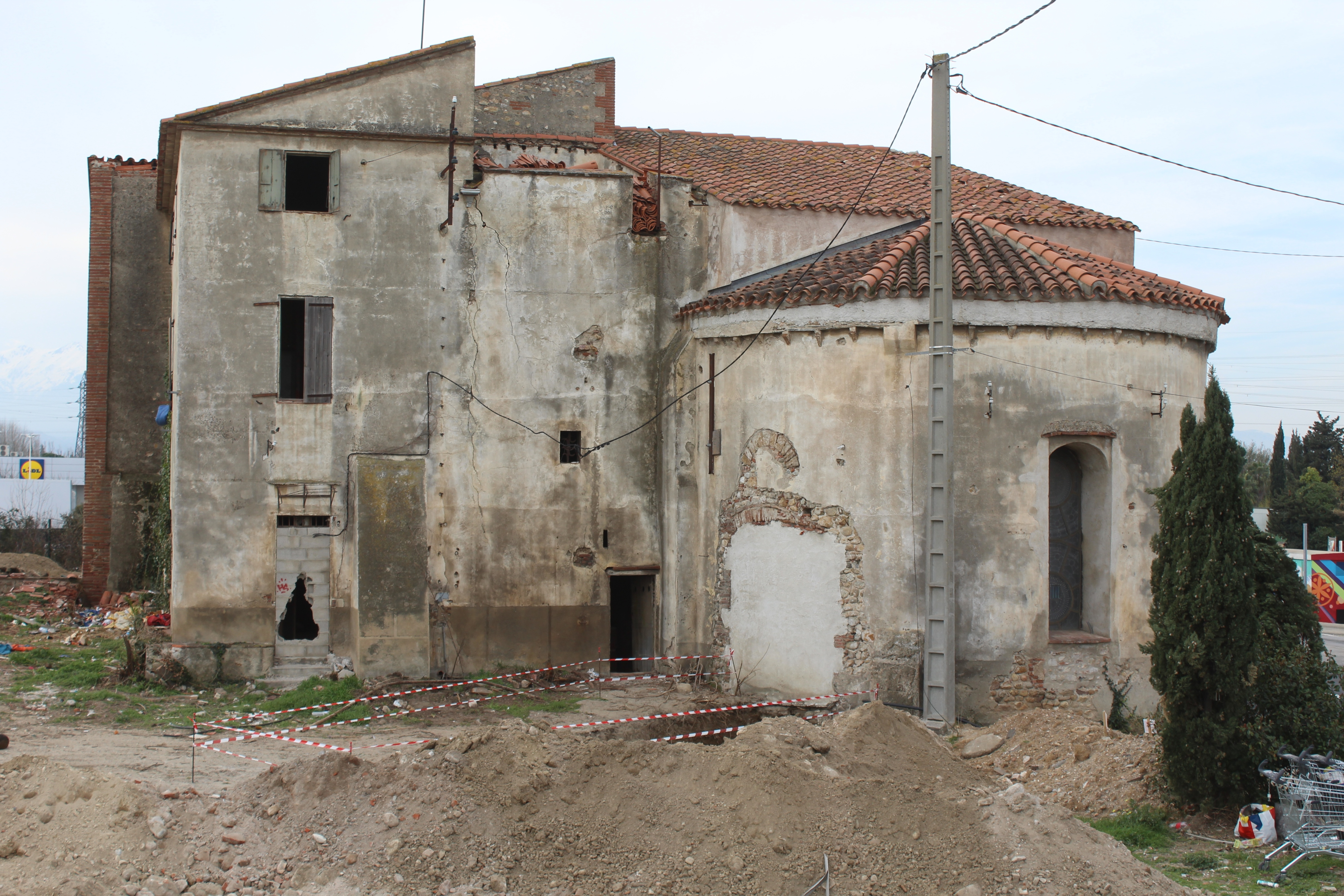
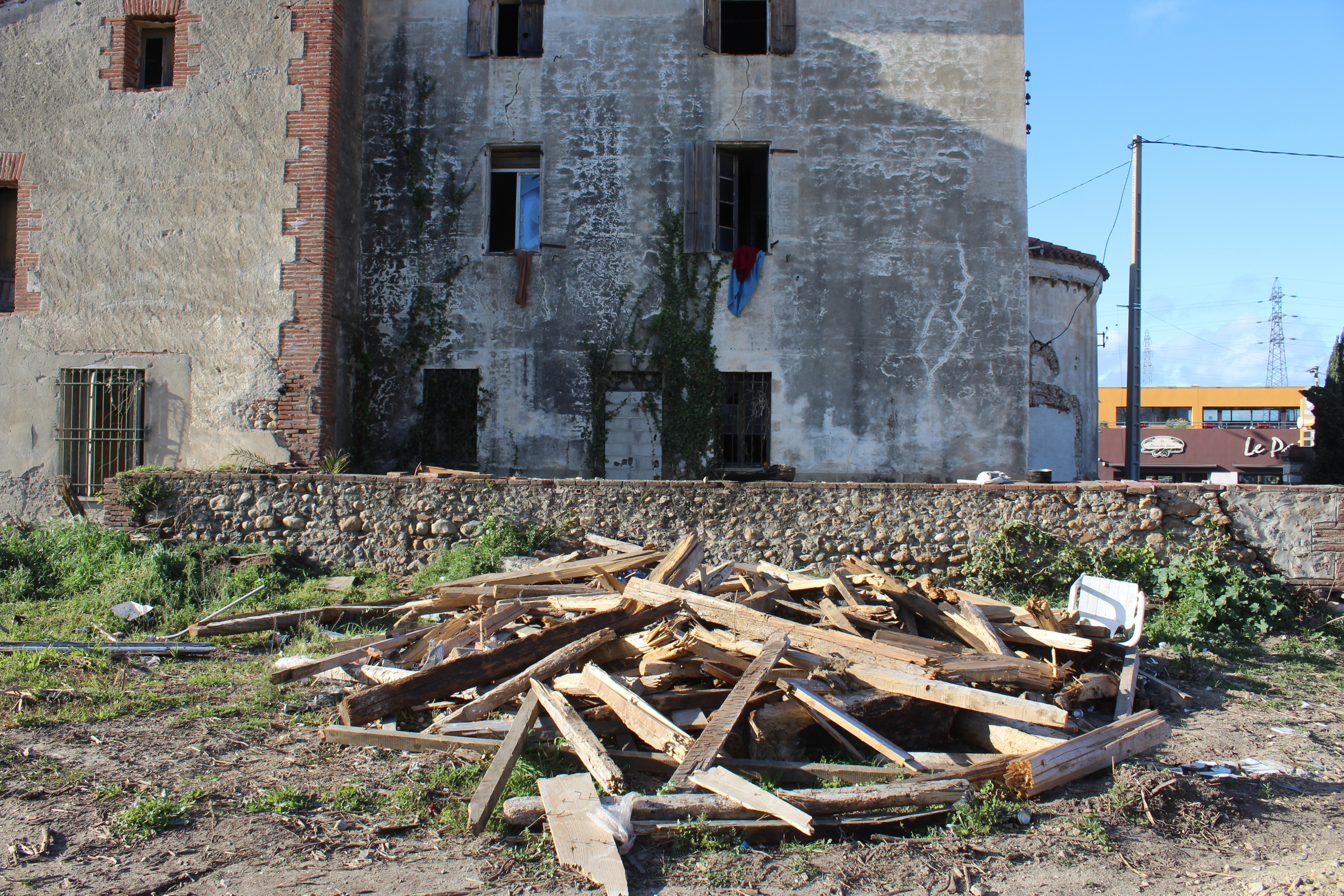